# Irms Pauli
Irms Pauli, de son vrai nom Irmgard Pauli, (née le 2 octobre 1926 à Wernigerode, morte le 16 juin 1988 à Fulda) est une costumière allemande.

## Biographie
Elle est la fille de l'avocat Oskar Pauli et de son épouse Margarete Hasert, la fille d'un avocat de Wernigerode. Elle suit des études de couture et intègre l'école de mode de Hambourg. En 1949, elle devient l'assistante de la costumière Erna Sander chez Real-Film (de). En 1953, elle est costumière principale. Au cours des années 1950, elle travaille sur des comédies, des drames ou des films musicaux.
Dans les années 1960, elle travaille sur des films avec le docteur Mabuse, de nombreuses adaptations des livres d'Edgar Wallace ou de Karl May. Elle crée ainsi les costumes des personnages de Winnetou et d'Old Shatterhand interprétés par Pierre Brice et Lex Barker. Elle travaille aussi sur d'autres grandes productions comme Die Nibelungen ou Pour la conquête de Rome.
À partir de 1961, elle travaille également pour la télévision, sur des opérettes et des films historiques.

## Filmographie
- 1953 : Das singende Hotel
- 1953 : Das Nachtgespenst
- 1953 : Hochzeit auf Reisen
- 1954 : Fräulein vom Amt
- 1954 : La Mouche
- 1955 : Ball im Savoy
- 1955 : Drei Tage Mittelarrest
- 1955 : Der Cornet
- 1956 : Nina
- 1956 : Made in Germany
- 1957 : UB 55, corsaire de l'océan (de)
- 1957 : Les Nuits du Perroquet vert de Georg Jacoby
- 1957 : Die Beine von Dolores
- 1958 : Grabenplatz 17
- 1958 : Der Mann im Strom
- 1958 : Nachtschwester Ingeborg
- 1958 : Der lachende Vagabund (de)
- 1958 : Chiens, à vous de crever !
- 1959 : Patricia (de)
- 1959 : Natürlich die Autofahrer (de)
- 1959 : Das blaue Meer und Du (de)
- 1959 : Drillinge an Bord (de)
- 1959 : À l'ombre de l'étoile rouge
- 1960 : Division Brandenburg
- 1960 : Im Namen einer Mutter
- 1960 : Fabrique d'officiers S.S. (de)
- 1960 : Der letzte Fußgänger (de)
- 1960 : Gauner-Serenade
- 1961: Unter Ausschluß der Öffentlichkeit
- 1961: Auf Wiedersehen
- 1961: Barbara
- 1962: L'Invisible docteur Mabuse
- 1962: Le Trésor du lac d'argent
- 1963: Der Fluch der gelben Schlange (de)
- 1963: L'Araignée blanche défie Scotland Yard
- 1963: Der Würger von Schloss Blackmoor (de)
- 1963: Le Crapaud masqué
- 1963: La Révolte des Indiens Apaches
- 1963: Le train de Berlin est arrêté
- 1964 : L'Attaque du fourgon postal
- 1964 : Toujours au-delà
- 1964 : Freddy und das Lied der Prärie (de)
- 1964 : Le Trésor des montagnes bleues
- 1964 : Parmi les vautours
- 1965 : Le Dernier des Mohicans
- 1965 : Guerre secrète
- 1965 : L'Appât de l'or noir
- 1965 : Mission dangereuse au Kurdistan (Durchs wilde Kurdistan) de  Franz Josef Gottlieb
- 1965 : Winnetou 3. Teil
- 1965 : Der unheimliche Mönch
- 1966 : Le Jour le plus long de Kansas City
- 1966 : Tonnerre sur la frontière
- 1966 : Le Bossu de Londres
- 1967 : La Vengeance de Siegfried
- 1967 : La Main de l'épouvante
- 1967 : Le Moine au fouet (Der Mönch mit der Peitsche)
- 1967 : Le Vampire et le Sang des vierges
- 1967 : Der Tod läuft hinterher (TV, trois parties)
- 1967 : Heidi
- 1968 : Im Banne des Unheimlichen
- 1968 : Winnetou und Shatterhand im Tal der Toten
- 1968 : L'Homme à la Jaguar rouge
- 1968 : Pour la conquête de Rome I (Kampf um Rom I - La calata dei Barbari) de Robert Siodmak
- 1969 : Pour la conquête de Rome II (Kampf um Rom II - Der Verrat) de Robert Siodmak
- 1969 : Feux croisés sur Broadway
- 1970 : Das gelbe Haus am Pinnasberg
- 1970 : Perrak (de)
- 1971 : Und Jimmy ging zum Regenbogen
- 1971 : Schüler-Report
- 1971 : L'Amour n'est qu'un mot (en)
- 1972 : Der Stoff aus dem die Träume sind (de)
- 1972 : Der Graf von Luxemburg
- 1972 : La Pluie noire
- 1972 : Der Zarewitsch (TV)
- 1973 : Paganini (de) (TV)
- 1974 : Das Land des Lächelns (TV)
- 1979 : Timm Thaler (de) (Série TV)
- 1982 : Les Pawlak (TV)
- 1984 : Jenseits der Morgenröte (TV)